# Clostridium cocleatum
Clostridium cocleatum  è una specie di batterio appartenente alla famiglia delle Clostridiaceae.